# Solarizzazione (fotografia)

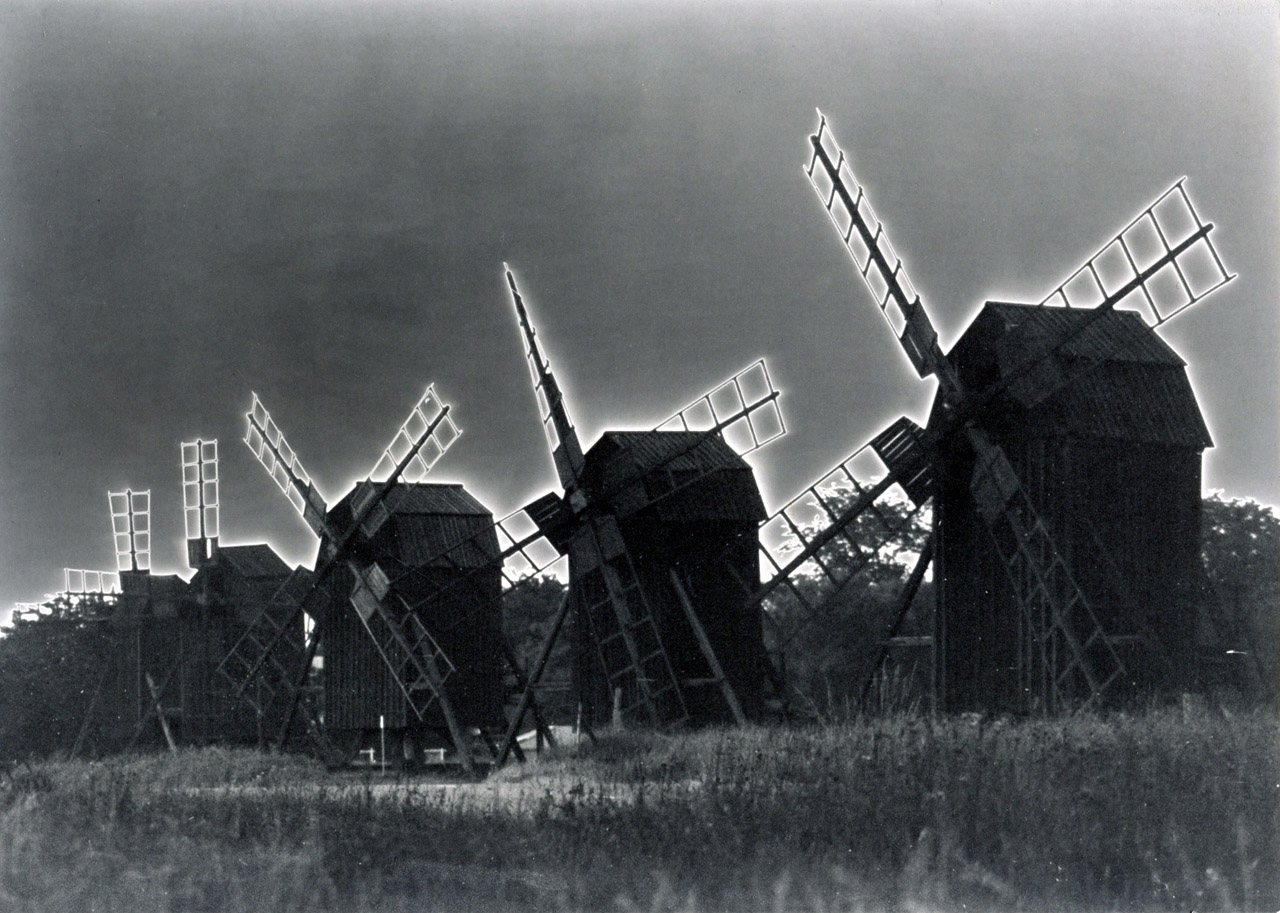
Immagine ottenuta attraverso pseudosolarizzazione di un positivo

La solarizzazione è un procedimento fotografico che si riferisce a due precisi fenomeni: la solarizzazione propriamente detta e la pseudosolarizzazione.

## Solarizzazione
La solarizzazione propriamente detta è un'inversione tonale che si manifesta durante lo sviluppo di materiale sensibile che è stato soggetto a una sovraesposizione esasperata (almeno dieci volte quella corretta). Alcune zone del negativo (appunto quelle solarizzate) risultano perciò, dopo lo sviluppo, positive. Nella stampa avviene ovviamente il contrario: le zone solarizzate risultano negative.
La solarizzazione, che fu chiamata così dai dagherrotipisti, dal momento che solo la luce del sole poteva produrla, è praticamente impossibile da ottenere con i materiali sensibili attuali, salvo in situazioni particolari, come ad esempio lunghe esposizioni notturne di zone scarsamente illuminate, ma con alcuni punti luminosissimi (ad esempio lampioni stradali).

## Pseudosolarizzazione
Il secondo fenomeno chiamato solarizzazione, anzi quello a cui normalmente ci si riferisce quando si parla di solarizzazione, è in realtà, più propriamente, la "pseudosolarizzazione" o "effetto Sabatier", così chiamato perché fu Armand Sabatier a descriverlo nel 1862 e a chiamarlo "inversione di pseudosolarizzazione". Questo effetto, sfruttato come tecnica fotografica per la prima volta in modo sistematico da Man Ray, si ottiene in camera oscura con il seguente procedimento:
- esposizione della carta fotografica o della pellicola negativa
- sviluppo parziale fino alla comparsa di una parte dell'immagine
- seconda esposizione, ottenuta illuminando la carta o il negativo durante lo sviluppo
- completamento dello sviluppo, avendo l'accortezza di non muovere la carta nel bagno come si fa normalmente, oppure muovendola lentamente per ottenere particolati effetti di scia. In questa fase appare la (pseudo) solarizzazione: le parti già sviluppate (le più scure) infatti agiscono come un filtro protettivo, mentre le altre, colpite dalla luce, subiscono un processo di inversione tonale (e sul negativo appariranno positive). Inoltre, fra le zone di diversa densità compare una sottile linea grigia, detta linea di Mackie, dovuta all'esaurimento locale dello sviluppo
- completamento del processo con fissaggio, lavaggio ed asciugatura.

Nella fotografia tradizionale la vera solarizzazione, come già detto, è praticamente impossibile da ottenere coi materiali sensibili attuali. Coi programmi di fotoritocco si può invece simularla facilmente, anche nel caso di immagini a colori, semplicemente facendo assumere una pendenza negativa alla curva di trasferimento da immagine originale a immagine ritoccata, nella zona delle alte luci.
Per quanto riguarda la pseudosolarizzazione, nella fotografia tradizionale questo metodo è principalmente usato con immagini in bianco e nero. Si ottengono risultati diversi a seconda che si usino pellicole negative per fotografia tradizionale, carte fotografiche o pellicole ad alto contrasto per arti grafiche. È anche possibile produrre una pseudosolarizzazione con materiale a colori (negativi, carte, diapositive), usando luce bianca o colorata durante la seconda esposizione. Come la vera solarizzazione, anche la pseudosolarizzazione può essere simulata con la maggior parte dei programmi di fotoritocco (che la chiamano semplicemente solarizzazione), usando dei filtri (o plugin) specifici, in grado di produrre non solo l'inversione tonale, ma anche le linee di Mackie.